# Psychotria strigosa
Psychotria strigosa är en måreväxtart som beskrevs av Johannes Müller Argoviensis. Psychotria strigosa ingår i släktet Psychotria och familjen måreväxter. Inga underarter finns listade i Catalogue of Life.